# 磯野員昌
磯野員昌（1523年－1590年9月10日）是日本室町時代及安土桃山時代人物，淺井氏家臣。後來降服於織田信長之下。

## 生平
磯野家原為京極家的家臣，後來因淺井家抬頭而成為淺井家的家臣。成為佐和山城城主，亦與六角家交戰。1570年，淺井家與朝倉家在姉川迎戰織田德川聯合軍。員昌成為先鋒，他曾經突破敵軍陣線，勇猛的表現被稱為「員昌的姉川十一段崩」，當聽到淺井軍敗逃後，從前線突破而回，關於這段前線活躍的說法亦有否定的說法。
後來織田信長派兵攻打佐和山城(史稱佐和山城之戰），員昌投降，成為了織田家家臣，後處死杉谷善住坊。天正6年（1578年）2月3日、員昌因受到信長叱責而出奔、領地轉封予高島郡津田信澄。信長叱責的内容不明、一説為要求員昌將家督譲出(因1578年後，員昌沒能樹立更大的戰功，領地經營也沒有進展，導致信長不滿，下令重新分配領地)。在信澄與信長脅迫下仍拒絕。出奔後員昌行方不明。
1582年本能寺之變發生後，津田信澄與織田信長死去，員昌便藉機返回舊領高島郡務農度過餘生，天正18年（1590年）死去。享年68歳。